# La Gouesnière
La Gouesnière [la ɡwɛnjɛʁ] est une commune française située dans le département d'Ille-et-Vilaine en région Bretagne, peuplée de 2 000 habitants.
Charles de Gaulle, en voyage en Bretagne, s'arrêta dans la cité le 11 septembre 1960 avant de rejoindre Saint-Malo. 
La Gouesnière est jumelée avec Saint-Désert, village viticole au cœur du vignoble de Bourgogne[source secondaire souhaitée], cité dans le poème d'Aragon, Le conscrit des cent villages.

## Géographie
|                           | Saint-Méloir-des-Ondes | Saint-Benoît-des-Ondes |
| Saint-Père-Marc-en-Poulet | La Gouesnière          | La Fresnais            |
|                           | Saint-Guinoux          |                        |

### Hydrographie
Pour un article plus général, voir Réseau hydrographique d'Ille-et-Vilaine.
La commune est située dans le bassin Loire-Bretagne. Elle est drainée par le Biez Jean, le canal des allemands, le biez de la bézardais, le Meleuc,.
Le Biez Jean, d'une longueur de 30 km, prend sa source dans la commune de Lourmais et se jette  dans la baie du Mont-Saint-Michel en limite de Saint-Benoît-des-Ondes et de Hirel. 

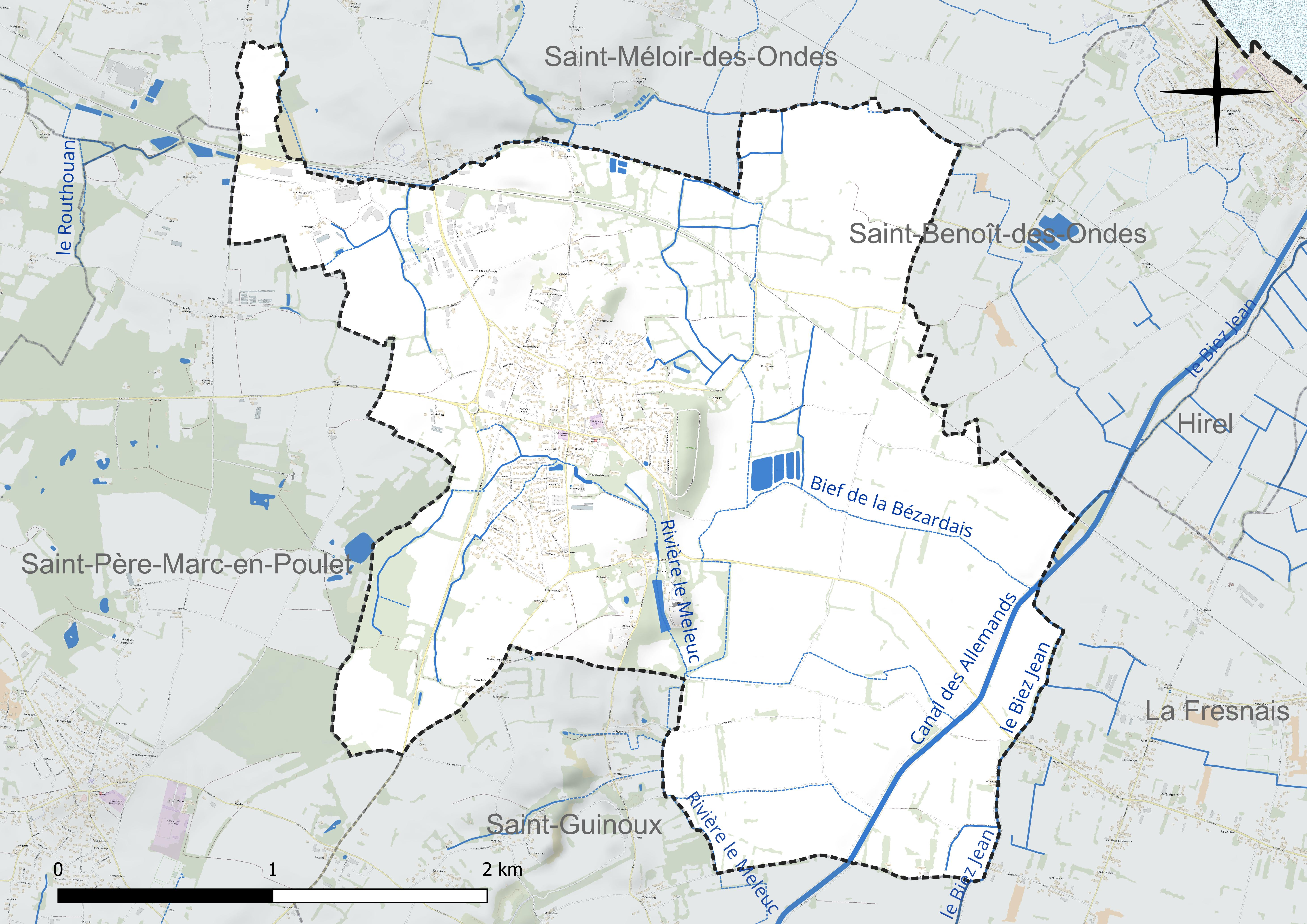
Réseau hydrographique de la Gouesnière.

### Climat
Pour des articles plus généraux, voir Climat de la Bretagne et Climat d'Ille-et-Vilaine.
En 2010, le climat de la commune est de type climat océanique franc, selon une étude du CNRS s'appuyant sur une série de données couvrant la période 1971-2000. En 2020, Météo-France publie une typologie des climats de la France métropolitaine dans laquelle la commune est exposée à un climat océanique et est dans la région climatique  Bretagne orientale et méridionale, Pays nantais, Vendée, caractérisée par une faible pluviométrie en été et une bonne insolation. Parallèlement l'observatoire de l'environnement en Bretagne publie en 2020 un zonage climatique de la région Bretagne, s'appuyant sur des données de Météo-France de 2009. La commune est, selon ce zonage, dans la zone « Intérieur », exposée à un climat médian, à dominante océanique.  
Pour la période 1971-2000, la température annuelle moyenne est de 11,6 °C, avec une amplitude thermique annuelle de 11,8 °C. Le cumul annuel moyen de précipitations est de 681 mm, avec 12,3 jours de précipitations en janvier et 6,3 jours en juillet. Pour la période 1991-2020, la température moyenne annuelle observée sur la station météorologique la plus proche, située sur la commune de Pleurtuit à 12 km à vol d'oiseau, est de 11,9 °C et le cumul annuel moyen de précipitations est de 752,0 mm,. Pour l'avenir, les paramètres climatiques de la commune estimés pour 2050 selon différents scénarios d'émission de gaz à effet de serre sont consultables sur un site dédié publié par Météo-France en novembre 2022.

## Urbanisme

### Typologie
Au 1er janvier 2024, La Gouesnière est catégorisée bourg rural, selon la nouvelle grille communale de densité à sept niveaux définie par l'Insee en 2022.
Elle est située hors unité urbaine. Par ailleurs la commune fait partie de l'aire d'attraction de Saint-Malo, dont elle est une commune de la couronne,. Cette aire, qui regroupe 35 communes, est catégorisée dans les aires de 50 000 à moins de 200 000 habitants,.

### Occupation des sols
L'occupation des sols de la commune, telle qu'elle ressort de la base de données européenne d'occupation biophysique des sols Corine Land Cover (CLC), est marquée par l'importance des territoires agricoles (83,6 % en 2018), en diminution par rapport à 1990 (88,2 %). La répartition détaillée en 2018 est la suivante : 
terres arables (57,5 %), zones agricoles hétérogènes (25,1 %), zones urbanisées (14,7 %), forêts (1,7 %), prairies (1 %). L'évolution de l'occupation des sols de la commune et de ses infrastructures peut être observée sur les différentes représentations cartographiques du territoire : la carte de Cassini (XVIIIe siècle), la carte d'état-major (1820-1866) et les cartes ou photos aériennes de l'IGN pour la période actuelle (1950 à aujourd'hui).

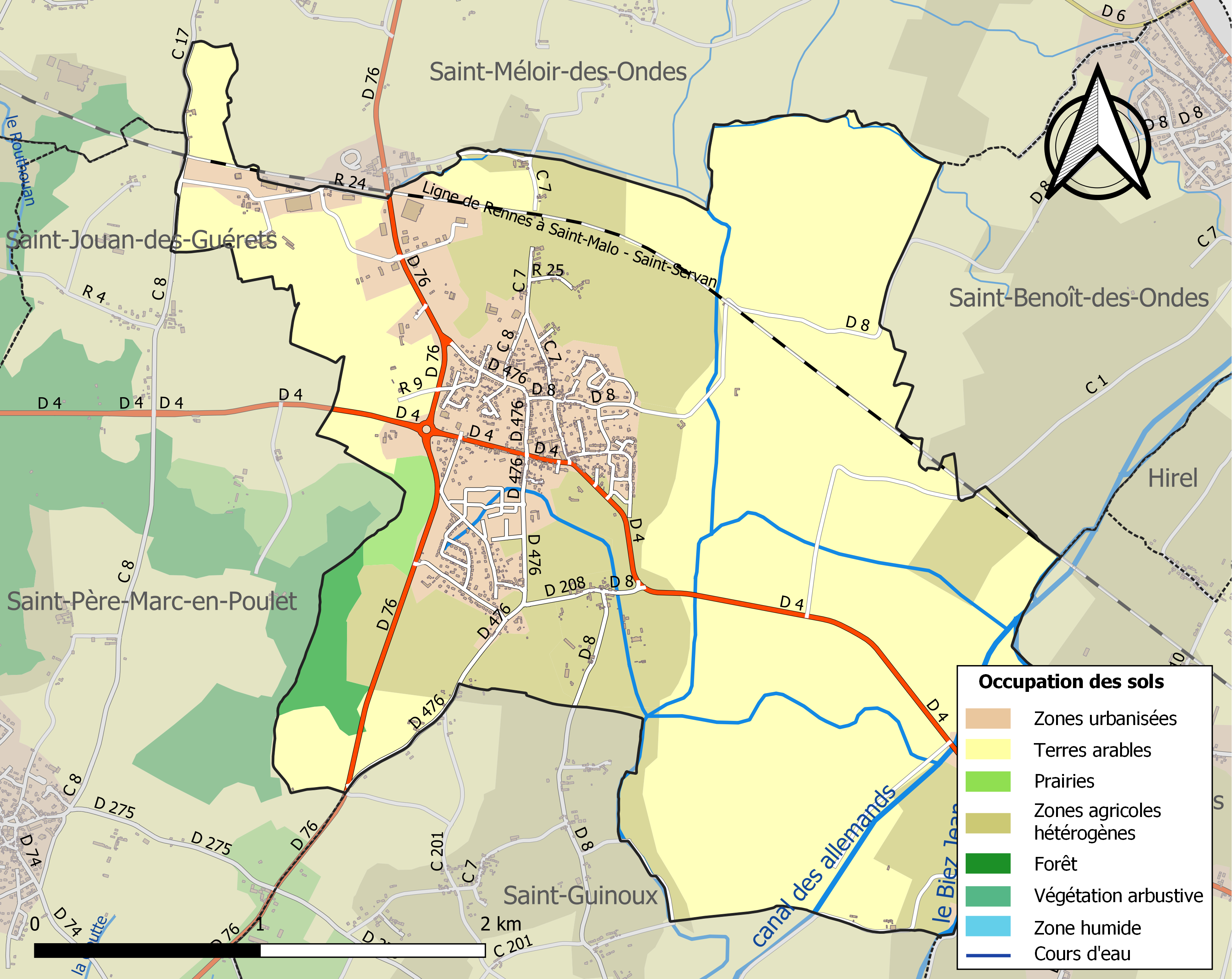
Carte des infrastructures et de l'occupation des sols de la commune en 2018 (CLC).

## Toponymie
Le nom de la localité est attesté sous les formes La Gouennière en 1221 (bibliothèque nationale) ; La Goynière en 1310 et en 1325 ; La Gouenière en 1382 ; La Gouinière en 1426 ; La Gouynière en 1455 ; La Goueonnière en 1461 ; La Gouionnière en 1499 ; La Goynière en 1542 ; La Goësnière au XVIe siècle ; La Gouyonnière ; La Goënière ; La Goësnière ; La Gouasnière (dans les registres paroissiaux) ; La Gouennière aux XVIIe et XVIIIe siècles (carte de Cassini).

## Histoire

### XVesiècle-XVIIIesiècle
Thomas Porée, chanoine du chapitre cathédrale de Saint-Malo, seigneur de La Gouasniere  passe commande en 1662 à  François II Houdault d'un retable pour le maitre-autel pour lequel il verse 2 000 livres

### XIXesiècle
En 1803, la paroisse de Bonaban est intégrée à celle de La Gouesnière. La commune est quant à elle absorbée le 29 avril 1829 par la commune de La Gouesnière.

### XXesiècle

#### La Belle Époque
Le Journal officiel publie le 4 septembre 1909 un décret attribuant au bureau de bienfaisance de La Gouesnière les biens placés sous séquestre et ayant appartenu à la fabrique de l'église.

#### L'après Seconde Guerre mondiale
Le président de la République, Charles de Gaulle, en voyage en Bretagne, s'arrêta dans la cité le 11 septembre 1960 avant de rejoindre Saint-Malo.

## Héraldique
| Blason de La Gouesnière | Blason  | D'argent au lion de gueules, couronné d'or. |
| Blason de La Gouesnière | Détails |                                             |

## Démographie
L'évolution du nombre d'habitants est connue à travers les recensements de la population effectués dans la commune depuis 1793. Pour les communes de moins de 10 000 habitants, une enquête de recensement portant sur toute la population est réalisée tous les cinq ans, les populations de référence des années intermédiaires étant quant à elles estimées par interpolation ou extrapolation. Pour la commune, le premier recensement exhaustif entrant dans le cadre du nouveau dispositif a été réalisé en 2005.
En 2022, la commune comptait 2 000 habitants, en évolution de +8,11 % par rapport à 2016 (Ille-et-Vilaine : +5,46 %, France hors Mayotte : +2,11 %).
| 1793 | 1800 | 1806 | 1821 | 1831 | 1836 | 1841 | 1846 | 1851 |
| ---- | ---- | ---- | ---- | ---- | ---- | ---- | ---- | ---- |
| 481  | 486  | 475  | 564  | 879  | 900  | 896  | 952  | 921  |

| 1856 | 1861 | 1866 | 1872 | 1876 | 1881 | 1886 | 1891 | 1896 |
| ---- | ---- | ---- | ---- | ---- | ---- | ---- | ---- | ---- |
| 943  | 922  | 948  | 926  | 926  | 910  | 898  | 861  | 853  |

| 1901 | 1906 | 1911 | 1921 | 1926 | 1931 | 1936 | 1946 | 1954 |
| ---- | ---- | ---- | ---- | ---- | ---- | ---- | ---- | ---- |
| 846  | 820  | 793  | 731  | 620  | 681  | 669  | 730  | 673  |

| 1962 | 1968 | 1975 | 1982 | 1990 | 1999  | 2005  | 2006  | 2010  |
| ---- | ---- | ---- | ---- | ---- | ----- | ----- | ----- | ----- |
| 660  | 669  | 799  | 908  | 942  | 1 068 | 1 575 | 1 583 | 1 646 |

| 2015  | 2020  | 2022  | - | - | - | - | - | - |
| ----- | ----- | ----- | - | - | - | - | - | - |
| 1 799 | 1 968 | 2 000 | - | - | - | - | - | - |

## Économie
La commune a vu la naissance des industries Probiomer dont la salle socio-culturelle, située sur l'ancienne friche de l'usine, perpétue la mémoire[source secondaire souhaitée].

## Lieux et monuments
- L'église Notre-Dame.

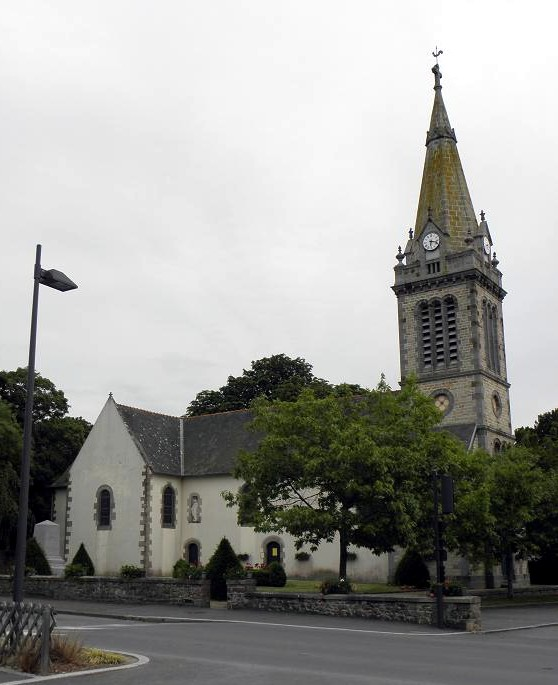
L'église paroissiale Notre-Dame.

- Le château de Bonaban  date du XVIIIe siècle,  il est inscrit à l'inventaire général du patrimoine culturel[33]. Il fut le siège d'une seigneurie importante fondée par les Bonabes de Rougé au XIIIe siècle. L'actuel château a été édifié par la famille Le Fer de La Saudre, famille d'armateurs malouins, en 1776[34]. En 1842, le château est la propriété de la famille Level qui le vend au comte de Kergariou. Il sera ensuite occupé par les anciens combattants français pendant la Seconde Guerre mondiale. En 1954, le château est acheté par la Société Saint-Gobain pour qu'y soit installé un centre de colonie de vacances. À nouveau vendu en 1995, il est aujourd'hui devenu un hôtel-restaurant.

## Personnalités liées à la commune
- Joseph Pécro (1918-1945), élevé à La Gouesnière, combattant des Forces françaises libres pendant la Seconde Guerre mondiale, Compagnon de la Libération[35] ;
- Gwen Jégou (1931-2011), sculpteur, peintre, cofondateur avec Dodik Jégou des Rencontres poétiques et littéraires ;
- Dodik Jégou, artiste-peintre, poétesse, céramiste, cofondatrice avec Gwen Jégou des Rencontres internationales de poésie, et directrice de la Maison internationale des poètes et des écrivains à Saint-Malo.